# Ivan Gvozdenović
Ivan Gvozdenović (Servisch: Иван Гвозденовић) [uitspraak: 'ivɑn vɔs'dɛnɔvitʃ]  (Belgrado, 19 augustus 1978) is een Servisch voetbaltrainer en voormalig voetballer, die anno 2023 als trainer en technisch directeur werkzaam was bij het Albanese Skënderbeu Korçë.
Gvozdenović was als speler erg polyvalent en kon als linksachter, linkshalf, centrale middenvelder en centrale verdediger worden uitgespeeld. In België speelde hij bij Club Brugge tussen 2003 en 2007. Met Club Brugge won hij twee Bekers van België. Club Brugge won in 2005 ook de Belgische landstitel toen hij wel degelijk een contract had, maar hij werd op dat moment uitgeleend. 

## Clubcarrière

### Doorbraak in Servië
Ondanks dat de linksbenige Gvozdenović al vanaf 1994 op het hoogste niveau in het voormalige Joegoslavië actief was, kende hij pas zijn doorbraak in het seizoen 1998/99 bij Milicionar Belgrado. Tot dan was hij enkele jaren uitgeleend door Rode Ster Belgrado aan achtereenvolgens FK Bor, Radnički Pirot en Napredak Kruševac. Na zijn goede optreden bij Milicionar, besloot Rode Ster hem terug te halen. Gvozdenović speelde vier seizoenen voor Rode Ster, waarmee hij in 2000 'de dubbel' won. In totaal won hij er twee kampioenstitels en drie Joegoslavische bekers. Bij het begin van het seizoen 2001-2002 werd hij benoemd tot aanvoerder van de ploeg uit Belgrado.

### Club Brugge
De Belgische topclub Club Brugge nam Gvozdenović in juni 2003 op transfervrije basis over als concurrent voor Peter Van der Heyden op de positie van linksachter. Hij weigerde hierbij lucratievere aanbiedingen van andere clubs, omdat hij ernaar uitkeek om in de UEFA Champions League te spelen. Toen hem opstellen als linksachter geen succes bleek, begon trainer Trond Sollied hem links op het middenveld te posteren in een 3–4–2–1 wanneer Van der Heyden niet kon of mocht spelen, en ook linker centrale middenvelder in een controlerende 4–3–3 opstelling met twee nummers zes op het middenveld. 
In de UEFA Champions League 2003/04 was dat op befaamde wijze het geval. Hierin leverde hij als linker middenvelder een memorabele prestatie af in de uitwedstrijd tegen toenmalig titelhouder AC Milan (0-1), weliswaar in een ultradefensieve 5–4–1 formatie, waar hij bij een counter van Club Brugge met een dieptepass naar Andrés Mendoza de assist leverde voor het enige doelpunt van de wedstrijd. Het is tot op heden een van de meest historische zeges van een Belgische club in de moderne UEFA Champions League. In 2004 won hij met Club Brugge de Beker van België. In de finale werd KSK Beveren met 2–4 verslagen.
Brugge behaalde ook één Belgische landstitel toen de polyvalente Serviër onder contract lag doch verhuurd werd. Tijdens het seizoen 2004/05 werd Gvozdenović een half jaar uitgeleend aan het Franse FC Metz. Daardoor nam hij geen medaille in ontvangst toen Brugge in mei dat jaar kampioen werd. Bij zijn terugkomst was echter niet meer dan een rol als depanneur voor hem weggelegd (zowel in de verdediging als op het middenveld) en een vaste waarde zou hij in Brugge uiteindelijk nooit worden. In 2007 verliet hij Club Brugge, nadat zijn contract was afgelopen. Hij nam afscheid met een tweede Beker van België, maar beleefde de finale tegen Standard Luik vanop de bank want ook voor Van der Heydens opvolger, de reeds onder Sollied gehaalde Canadees Michael Klukowski, moest hij het hoofd buigen. Klukowski, die in januari 2005 overkwam van La Louvière, won het pleit op de positie van linksback (2005–2007) onder Jan Ceulemans, Emilio Ferrera en Čedomir Janevski.

### Latere carrière
Op 23 oktober 2007 vond hij een nieuwe club toen bij het Roemeense Dinamo Boekarest tekende. In januari 2008 vertrok hij er al en tekende bij Metaloerg Donetsk waar hij op het eind van het seizoen gratis mocht vertrekken naar Rode Ster Belgrado. In de zomer van 2009 vertrok hij naar FK Vojvodina, waar hij slechts vijf wedstrijden speelde. Na een korte periode bij het Griekse AO Kavala kwam Ivan Gvozdenović in 2010 bij het Albanese SK Tirana terecht. Na één seizoen verhuisde hij naar reeksgenoot Skënderbeu Korçë. In de latere fase van zijn carrière werd hij omgevormd tot centrale verdediger.
In 2015 beëindigde Gvozdenović zijn spelerscarrière bij het Albanese KF Kukësi, waar hij speelde sinds augustus 2014.

## Interlandcarrière
Gvozdenović heeft één interland voor, destijds, het Joegoslavisch voetbalelftal op zijn naam staan. Zijn debuut als international maakte hij in september 2001, in de WK-kwalificatiematch tegen Slovenië (1-1).

## Clubstatistieken
| seizoen   | club                | land                 | competitie          | wed. | goals |
| --------- | ------------------- | -------------------- | ------------------- | ---- | ----- |
| 1994/95   | FK Bor              | Joegoslavië          | Meridian Superliga  | 0    | 0     |
| 1995/96   | Radnički Pirot      | Joegoslavië          | Meridian Superliga  | 6    | 0     |
| 1996/97   | Napredak Kruševac   | Joegoslavië          | Meridian Superliga  | 1    | 0     |
| 1997/98   | Rode Ster Belgrado  | Joegoslavië          | Meridian Superliga  | 0    | 0     |
| 1997/98   | Napredak Kruševac   | Joegoslavië          | Meridian Superliga  | 4    | 0     |
| 1998/99   | Milicionar Belgrado | Joegoslavië          | Meridian Superliga  | 13   | 3     |
| 1999/00   | Rode Ster Belgrado  | Joegoslavië          | Meridian Superliga  | 34   | 1     |
| 2000/01   | Rode Ster Belgrado  | Joegoslavië          | Meridian Superliga  | 31   | 3     |
| 2001/02   | Rode Ster Belgrado  | Joegoslavië          | Meridian Superliga  | 28   | 2     |
| 2002/03   | Rode Ster Belgrado  | Servië en Montenegro | Meridian Superliga  | 29   | 2     |
| 2003/04   | Club Brugge         | België               | Eerste Klasse       | 16   | 1     |
| 2004/05   | Club Brugge         | België               | Eerste Klasse       | 10   | 1     |
| 2004/05   | FC Metz             | Frankrijk            | Ligue 1             | 6    | 0     |
| 2005/06   | Club Brugge         | België               | Eerste Klasse       | 12   | 0     |
| 2006/07   | Club Brugge         | België               | Eerste Klasse       | 19   | 1     |
| 2007/08   | Dinamo Boekarest    | Roemenië             | Liga 1              | 2    | 0     |
| 2007/08   | Metaloerg Donetsk   | Oekraïne             | Vysjtsja Liha       | 9    | 1     |
| 2008/09   | Rode Ster Belgrado  | Servië               | Meridian Superliga  | 7    | 1     |
| 2009/10   | FK Vojvodina        | Servië               | Meridian Superliga  | 5    | 0     |
| 2009/2010 | AO Kavala           | Griekenland          | Super League        | 9    | 0     |
| 2010/2011 | SK Tirana           | Albanië              | Kategoria Superiore | 29   | 1     |
| 2011/2012 | Skënderbeu Korçë    | Albanië              | Kategoria Superiore | 10   | 0     |